# Gastrolobium glaucum
Gastrolobium glaucum är en ärtväxtart som beskrevs av Charles Austin Gardner. Gastrolobium glaucum ingår i släktet Gastrolobium och familjen ärtväxter. Inga underarter finns listade i Catalogue of Life.